# Кларк Грегг
Кларк Грегг (англ. Clark Gregg; нар. 2 квітня 1962, Бостон, Массачусетс) — американський актор, режисер і сценарист. Найбільше відомий роллю агента Філа Колсона у фільмах кінематографічного всесвіту Marvel компанії Marvel Studios («Залізна людина», «Залізна людина 2», «Тор» та «Месники»), а також в мультсеріалі студії Marvel Animation «Досконала Людина-павук». Цю роль він також виконує в телесеріалі «Агенти Щ.И.Т.»

## Фільмографія

### Фільми
| Рік  | Українська назва                 | Оригінальна назва                                                   | Роль                             | Примітки                            |
| ---- | -------------------------------- | ------------------------------------------------------------------- | -------------------------------- | ----------------------------------- |
| 1988 | Все змінюється                   | Things Change                                                       | театральний менеджер             |                                     |
| 1989 | Товстяк та Малюк                 | Fat Man and Little Boy                                              | Дуглас Пентон                    |                                     |
| 1992 |                                  | Lana in Love                                                        | Марті                            |                                     |
| 1994 |                                  | Ride Me                                                             | Джек Шенк                        |                                     |
| 1994 | Я люблю неприємності             | I Love Trouble                                                      | Дерріл Бікман молодший           |                                     |
| 1994 | Пряма і явна загроза             | Clear and Present Danger                                            | Старший сержант                  |                                     |
| 1995 | Звичайні підозрювані             | The Usual Suspects                                                  | Доктор Волтерс                   |                                     |
| 1995 | Поза підозрою                    | Above Suspicion                                                     | Ренді                            |                                     |
| 1997 | Іспанський в'язень               | The Spanish Prisoner                                                | снайпер ФБР                      |                                     |
| 1997 |                                  | The Last Time I Committed Suicide                                   | коп №1                           |                                     |
| 1997 |                                  | Six Ways to Sunday                                                  | Бенджамін Тафт                   |                                     |
| 1998 | Пригоди Себастьяна Коула         | The Adventures of Sebastian Cole                                    | Генк/Генрієтта Россі             |                                     |
| 1999 | Магнолія                         | Magnolia                                                            | директор WDKK                    |                                     |
| 2000 | Життя за кадром                  | State and Main                                                      | Дуґ Маккензі                     |                                     |
| 2001 | Штучний розум                    | Artificial Intelligence: AI                                         | Supernerd                        |                                     |
| 2001 | Прекрасний і дивовижний          | Lovely & Amazing                                                    | Білл                             |                                     |
| 2002 | Фото за годину                   | One Hour Photo                                                      | детектив Пол Оутербрідж          |                                     |
| 2002 | Ми були солдатами                | We Were Soldiers                                                    | капітан Том Мекстер              |                                     |
| 2003 |                                  | Northfork                                                           | містер Хадфілд                   | в титрах не вказаний                |
| 2003 | 11:14                            | 11:14                                                               | офіцер Ханна                     |                                     |
| 2003 | Заплямована репутація            | The Human Stain                                                     | Нельсон Прімус                   |                                     |
| 2004 | Спартанець                       | Spartan                                                             | Міллер                           |                                     |
| 2004 | В руках у ворога                 | In Enemy Hands                                                      | виконавчий директор Тедді Гудман |                                     |
| 2004 | Крута компанія                   | In Good Company                                                     | Марк Стекль                      |                                     |
| 2006 | Коли дзвонить незнайомець        | When a Stranger Calls                                               | Бен Джонсон                      |                                     |
| 2006 | Геніальні ідеї Бікфорда Шмеклера | Bickford Shmeckler's Cool Ideas                                     | Видавець                         |                                     |
| 2006 | Крик сови                        | Hoot                                                                | Чак Мукль                        |                                     |
| 2007 | В країні жінок                   | In the Land of Women                                                | Нельсон Хардвік                  |                                     |
| 2007 | Повітря, яким я дихаю            | The Air I Breathe                                                   | Генрі                            |                                     |
| 2008 | Задуха                           | Choke                                                               | Lord High Charlie                | також сценарист та режисер          |
| 2008 | Залізна людина                   | Iron Man                                                            | агент Філ Колсон                 |                                     |
| 2009 | 500 днів літа                    | (500) Days of Summer                                                | Венс                             |                                     |
| 2010 | Залізна людина 2                 | Iron Man 2                                                          | агент Філ Колсон                 |                                     |
| 2011 | Тор                              | Thor                                                                | агент Філ Колсон                 |                                     |
| 2011 | Пінгвіни містера Поппера         | Mr. Popper's Penguins                                               | Нет Джонс                        |                                     |
| 2011 | Короткометражки Marvel           | Marvel One-Shot: The Consultant                                     | агент Філ Колсон                 | короткометражний фільм              |
| 2011 | Короткометражки Marvel           | Marvel One-Shot: A Funny Thing Happened on the Way to Thor's Hammer | агент Філ Колсон                 | короткометражний фільм              |
| 2012 | Месники                          | The Avengers                                                        | агент Філ Колсон                 | премія Сатурн за роль другого плану |
| 2012 | Багато галасу з нічого           | Much Ado About Nothing                                              | Леонато                          |                                     |
| 2012 | Світлі роки                      | Light Years                                                         | містер Марковіч                  |                                     |
| 2013 | З ким переспати?!!               | The To Do List                                                      | Джордж Кларк                     |                                     |
| 2013 | День праці                       | Labor Day                                                           | Джеральд                         |                                     |
| 2013 | Довірся мені                     | Trust Me                                                            | Говард Голловей                  | також сценарист та режисер          |
| 2014 |                                  | Very Good Girls                                                     | Едвард Бергер                    |                                     |
| 2016 | Закон ночі                       | Live by Night                                                       | Кальвін Бордурант                |                                     |
| 2019 | Капітан Марвел                   | Captain Marvel                                                      | агент Філ Колсон                 |                                     |
| 2021 | Бути Рікардо                     | Being the Ricardos                                                  |                                  |                                     |

### Серіали
| Рік       | Українська назва                | Оригінальна назва                   | Роль                               | Примітки                                                       |
| --------- | ------------------------------- | ----------------------------------- | ---------------------------------- | -------------------------------------------------------------- |
| 1988      |                                 | Lip Service                         | театральний менеджер               |                                                                |
| 1991      | Закон і порядок                 | Law & Order                         | Патрік Дунн                        | серія "Life Choice"                                            |
| 1991      |                                 | Shannon's Deal                      | Мерсер                             | 2 серії                                                        |
| 1991      | Жінка на ім'я Джекі             | A Woman Named Jackie                | Кен О'Донелл                       | міні-серіал                                                    |
| 1993      | Хроніки молодого Індіани Джонса | The Young Indiana Jones Chronicles  | Дікінсон                           | серія "Princeton, February 1916"                               |
| 1994      | Шоу Джорджа Карліна             | The George Carlin Show              | Батько                             | серія "George Does A Bad Thing"                                |
| 1995      | Тайсон                          | Tyson                               | Кевін Руні                         | телепрограма                                                   |
| 1995      |                                 | The Commish                         | Том Кеннон                         | 2 серії                                                        |
| 1995      |                                 | Central Park West                   | Менеджер                           | серія "Behind Your Back"                                       |
| 1996      | Дотик ангела                    | Touched by an Angel                 | Дон Даді                           | серія "Lost and Found"                                         |
| 2000      | Ніч спорту                      | Sports Night                        | Чужинець                           | 2 серії                                                        |
| 2000      | Секс і Місто                    | Sex and the City                    | Гарріс Браген                      | серія "Don't Ask, Don't Tell"                                  |
| 2000      | Практика                        | The Practice                        | брат Джулії Макграт                | серія "Brother's Keepers"                                      |
| 2001      | Західне крило                   | The West Wing                       | спеціальний агент ФБР Майкл Каспер | 8 серій                                                        |
| 2002      | Мій ангел-охоронець             | My Sister's Keeper                  | Гарві                              | телепрограма                                                   |
| 2002      | Прямий ефір з Багдада           | Live from Baghdad                   | Ісон Джордан                       | телепрограма                                                   |
| 2003      | Вілл та Грейс                   | Will & Grace                        | Кем                                | серія "May Divorce Be with You"                                |
| 2004      | Щит                             | The Shield                          | Вільям Фолкс                       | 2 серії                                                        |
| 2005      | Місце злочину: Нью-Йорк         | CSI: NY                             | D.A. Allen McShane                 | серія "The Fall"                                               |
| 2006      | Дорога до Різдва                | The Road to Christmas               | Том Пуллман                        | телепрограма                                                   |
| 2006–2010 | Нові пригоди старої Крістін     | The New Adventures of Old Christine | Річард Кембпелл                    | 88 серій                                                       |
| 2012–2017 | Досконала Людина-павук          | Ultimate Spider-Man                 | агент Філ Колсон                   | 29 серій                                                       |
| 2013–2020 | Агенти Щ.И.Т.                   | Agents of S.H.I.E.L.D.              | агент/директор Філ Колсон          | 136 серій                                                      |
| 2013      |                                 | Comedy Bang! Bang!                  | самого себе                        | серія "Clark Gregg Wears a Navy Blazer & White Collared Shirt" |
| 2016      |                                 | BattleBots                          | самого себе                        | 7 сезон                                                        |
| 2021      | А що як...?                     | What If...?                         | Філ Колсон (голос)                 | 2 серії                                                        |
| 2023      |                                 | Florida Man                         | Заступник шерифа Кетчер            | 7 серій                                                        |
| 2023      | Як я зустріла вашого батька     | How I Met Your Father               | Нік Фостер                         | 3 серії                                                        |
| 2023      | Таблетка від болю               | Painkiller                          | Артур Саклер                       | 6 серій                                                        |

### Відеоігри
| Рік  | Назва                    | Роль             | Примітки   |
| ---- | ------------------------ | ---------------- | ---------- |
| 2013 | LEGO Marvel Super Heroes | агент Філ Колсон | лише голос |
| 2013 | Marvel Heroes            | агент Філ Колсон | лише голос |
| 2016 | Lego Marvel's Avengers   | агент Філ Колсон | лише голос |